# Stoke upon Tern
Stoke upon Tern is een civil parish in het bestuurlijke gebied Shropshire, in het Engelse graafschap Shropshire.